# Ernesto Vichi
Ernesto Vichi (Frascati, 14 luglio 1924 – 12 giugno 2008) è stato un ingegnere italiano, progettista e realizzatore di numerosi edifici cattolici di culto nelle diocesi di Roma e di Porto e Santa Rufina per conto dell'Ufficio Tecnico della Città del Vaticano.

## Biografia
Collaboratore e, successivamente, responsabile dell'Ufficio Tecnico della Città del Vaticano, si occupò della progettazione strutturale di numerose chiese nella Roma del secondo dopoguerra, in epoca pre- e post-conciliare.
Tra le prime figurano la parrocchia di sant'Angela Merici al Nomentano (1955), quella di sant'Atanasio a Pietralata (1967-69) e santa Maria Regina dei Martiri a Dragona (all'epoca, 1963, nella diocesi di Porto e Santa Rufina).
Dopo il Concilio Vaticano II i progettisti dovettero ripensare il disegno dei nuovi luoghi di culto, che prevedevano il celebrante non più di spalle all'assemblea ma di fronte a essa, con conseguente ridefinizione sia della volumetria della chiesa che dell'altare, e Vichi fu ritenuto tra coloro che maggiormente riuscirono a bene interpretare il nuovo ruolo dell'edificio religioso alla luce del rinnovamento della liturgia.
In tale ottica si inquadrano, tra le altre, le nuove chiese — dallo stesso Vichi realizzate — di santa Monica a Ostia (1972), santi Crisante e Daria nella costruenda zona di Castel Giubileo (1980) nonché quelle di santa Giulia Billiart al Tuscolano e di san Stanislao a Don Bosco, entrambe del 1991.
Per il suo contributo all'architettura religiosa romana ricevette nel 1986 da Karol Wojtyła la Commenda dell'Ordine di San Silvestro papa.